# Heinrich Dietzel
Heinrich Dietzel (Lipsia, 19 gennaio 1857 – Bonn, 22 maggio 1935) è stato un economista tedesco.

## Biografia
Professore nelle università di Dorpat e Bonn; assertore dei principi della scuola classica e del liberismo. 

La sua Theoretische Sozialökonomie (1895) si ricollega a David Ricardo e John Stuart Mill. 

Importanti anche K. Rodbertus (2 voll., 1886-88), Weltwirtschaft und Volkswirtschaft (1900), Technischer Fortschritt und Freiheit der Wirtschaft (1922) e, soprattutto, la sua polemica con Eugen von Böhm-Bawerk a proposito del metodo della scienza economica (in Jahrbücher für Nationalökonomie, 1884-92).